# 君主のバグパイプ奏者
君主のバグパイプ奏者（くんしゅのバグパイプそうしゃ、英語: Piper to the Sovereign、スコットランド・ゲール語: Piobair an Bhàn Righ）は、イギリス王室の役職であり、君主専属のバグパイプ奏者のこと。Queen's Piper または King's Piper（女王（国王）の笛吹き）という呼び名でも知られる。1843年にヴィクトリア女王によって創設された。

## 歴史
この役職は、1843年にヴィクトリア女王とアルバート公がテイマス城のブレダルバン侯爵を訪ねた折、侯爵が専属のバグパイプ奏者を雇っていることを女王が知って導入したものである。この時の心境について女王は母のケント公爵夫人に以下の手紙を書いている。
それ以来、この役職は、第二次世界大戦中の一時期を除いて継続しており、主な役目は毎朝午前9時に君主の寝室の窓の下で15分間演奏を行ったり、国家式典で演奏することである。
初代奏者は著名なピブロック（バグパイプで演奏される軍歌）の研究者であったアンガス・マッケイであった。それ以降はいずれもスコットランド連隊やアイルランド連隊に所属する下士官や経験豊富なパイプ・メジャー（バグパイプ専任の少佐）から選ばれている。奏者は家政機関としての王室（The Royal Household）の一員であると同時に、出向期間中も軍籍を保持した状態となる。

## 歴代奏者
- 1843–1854: アンガス・マッケイ（英語版）
- 1854–1891: PM William Ross, 第42ハイランド連隊（ブラックウォッチ）
- 1891–1910: PM James Campbell, 第42ハイランド連隊（ブラックウォッチ）
- 1910–1941: PM Henry Forsyth, スコッツガーズ
- 1941–1945: 中断
- 1945–1965: PM Alexander MacDonald, スコッツガーズ
- 1965–1973: PM Andrew Pitkeathly,  アーガイル・アンド・サザーランド・ハイランダーズ
- 1973–1980: PM David Caird, ロイヤル・ハイランド・フュージリアーズ
- 1980–1995: PM Brian MacRae, ゴードンハイランダーズ
- 1995–1998: PM Gordon Webster, スコッツガーズ
- 1998–2003: PM Jim Motherwell,  アーガイル・アンド・サザーランド・ハイランダーズ
- 2003–2006: PM Jim Stout, ハイランダーズ、第1大隊
- 2006–2008: PM Alastair Cuthbertson, ロイヤルスコッツ、第1大隊
- 2008–2012: PM Derek Potter RVM, ロイヤル・スコッツ・ドラゴンガーズ
- 2012–2015: PM David Rodgers, アイリッシュガーズ
- 2015–2019: PM Scott Methven, ロイヤル・スコットランド連隊
- 2019–2021: PM Richard Grisdale, ロイヤル・スコットランド連隊
- 2021–現在 PM Paul Burns, ロイヤル・スコットランド連隊